# Episodi di Dr. Stefan Frank - Der Arzt, dem die Frauen vertrauen (seconda stagione)
La seconda stagione della serie televisiva Dr. Stefan Frank - Der Arzt, dem die Frauen vertrauen è stata trasmessa in anteprima in Germania dalla RTL Television tra l'8 febbraio 1996 e il 13 giugno 1996.
| nº | Titolo originale                  | Titolo italiano | Prima TV Germania | Prima TV Italia |
| -- | --------------------------------- | --------------- | ----------------- | --------------- |
| 1  | Ein Himmel voller Tränen          |                 | 8 febbraio 1996   |                 |
| 2  | Denn sie weiß nicht, was sie tut  |                 | 15 febbraio 1996  |                 |
| 3  | Wie ein stummer Schrei nach Liebe |                 | 22 febbraio 1996  |                 |
| 4  | Zu jung zum Sterben               |                 | 29 febbraio 1996  |                 |
| 5  | Dein Kind gehört nicht dir        |                 | 14 marzo 1996     |                 |
| 6  | Sturm ohne Warnung                |                 | 21 marzo 1996     |                 |
| 7  | Vater, leb' wohl!                 |                 | 28 marzo 1996     |                 |
| 8  | Mit dem Mut der Verzweiflung      |                 | 4 aprile 1996     |                 |
| 9  | Auf Messers Schneide              |                 | 11 aprile 1996    |                 |
| 10 | Auf Leben und Tod                 |                 | 18 aprile 1996    |                 |
| 11 | Ein Herz hört auf zu schlagen     |                 | 25 aprile 1996    |                 |
| 12 | Ein fataler Irrtum                |                 | 2 maggio 1996     |                 |
| 13 | Dr. Frank und das große Unglück   |                 | 9 maggio 1996     |                 |
| 14 | Labyrinth der Gefühle             |                 | 23 maggio 1996    |                 |
| 15 | Die ganze Welt ist eine Bühne     |                 | 30 maggio 1996    |                 |
| 16 | Dr. Frank und das Waisenkind      |                 | 13 giugno 1996    |                 |